# Murray Chotiner
Murray M Chotiner, né le 4 octobre 1909 à Pittsburgh et mort le 30 janvier 1974 à Washington, est un stratège politique, avocat, fonctionnaire du gouvernement et proche collaborateur et ami de Richard Nixon pendant la majeure partie de la carrière politique du 37e président des États-Unis.
Il sert comme directeur de campagne pour les succès de Nixon au Sénat des États-Unis en 1950 et pour la Vice-présidence des États-Unis en 1952, ainsi que pour des campagnes d'autres républicains de Californie. Il a été actif dans chacune des deux campagnes de Nixon pour la Maison-Blanche.
Il meurt en janvier 1974 des suites d'un accident de la route
Dans le film Nixon (1995) d'Oliver Stone, le rôle de Chotiner est joué par Fyvush Finkel.